# Viliam Judák
Viliam Judák (* 9. listopadu 1957, Harvelka) je diecézní biskup nitranské diecéze, profesor církevních dějin, bývalý vysoký akademický funkcionář.

## Život
Dne 16. června 1985 v Nitře přijal kněžské svěcení. Svoji pastorační službu vykonával jako kaplan v Nitře-Dolním Městě a Drietomě, kde byl i správcem farnosti do roku 1990. V té době postgraduálně studoval na Římskokatolické cyrilometodějské bohoslovecké fakulty Univerzity Komenského v Bratislavě, kde získal v roce 1991 doktorát teologie. Později v 1993 docenturu a nakonec v 1997 titul profesora.
Prefektem Kněžského semináře sv. Gorazda v Nitře byl jmenován 1. srpna 1990, církevním soudcem 18. října 1991. Je členem sboru konzultorů. Od roku 1990 přednáší církevní dějiny na Římskokatolické cyrilometodějské bohoslovecké fakultě UK v Bratislavě a na Teologickém institutu v Nitře. Od roku 1991 také působí i na Vysoké škole pedagogické v Nitře (dnes Univerzita Konstantina Filozofa v Nitře) na Katedře katechetiky a etiky.
V letech 1995 až 1998 byl proděkanem Římskokatolické cyrilometodějské bohoslovecké fakulty UK v Bratislavě, v letech 2001 až 2004 působil ve funkci děkana. V době od 1. července 1996 do l. července 2001 zastával funkci rektora Kněžského semináře sv. Gorazda v Nitře.
Zaobírá se obdobím křesťanského starověku a středověku se zřetelem na slovenské církevní dějiny. Je autorem více monografií z oblasti církevních dějin, mnoha knih, článků a publikací. Ovládá němčinu a italštinu.
Papež Benedikt XVI. jej 9. června 2005 jmenoval diecézním biskupem nitranské diecéze.

## Dílo (výběr)
- Arcibiskup svätého života. [s.l.]: [s.n.], 1992. ISBN 807114049X. S. 176.
- Krížová cesta národných svätcov. [s.l.]: [s.n.], 1996. ISBN 8088741122. S. 62.
- Od Gorazda ku gorazdovcom. [s.l.]: [s.n.], 1994. ISBN 8088741076. S. 79.
- Jubilejné roky v dejinách. [s.l.]: [s.n.], 1997. ISBN 8088741181. S. 128.
- Nitrianske biskupstvo v dejinách. [s.l.]: [s.n.], 1999. ISBN 8096824651. S. 76.
- Sv. Svorad - Patrón mesta Nitra. [s.l.]: [s.n.], 1999. ISBN 8088741289. S. 173.
- Katalóg patrocínií na Slovensku. [s.l.]: [s.n.], 2009. ISBN 9788096978731. S. 476.
- Nitriansky hrad a Katedrálny chrám - Bazilika sv. Emeráma. [s.l.]: [s.n.], 2012. ISBN 9788097105754. S. 159.